# Max Brod
Pour les articles homonymes, voir Brod.
Max Brod, né le 27 mai 1884 à Prague et mort le 20 décembre 1968 à Tel Aviv (Israël), est un écrivain et journaliste de langue allemande.

## Biographie
Né dans une famille juive, Max Brod fait des études de droit à l'université Charles de Prague.

### Brod et Kafka
En 1902, alors qu'il commence ses études de droit, Max Brod s'inscrit à la Literarisch-künstlerische Sektion de la Lese- und Redehalle de l'université. Ce cercle littéraire se consacre à des conférences en public. Le 23 octobre, Brod lit en public son essai sur Schopenhauer. Après la conférence, un jeune étudiant en droit vient le voir et le raccompagne chez lui. La longue discussion qui s'ensuit entre les deux marque le début de l'amitié entre Brod et Franz Kafka. Brod sera l'ami le plus proche de Kafka.

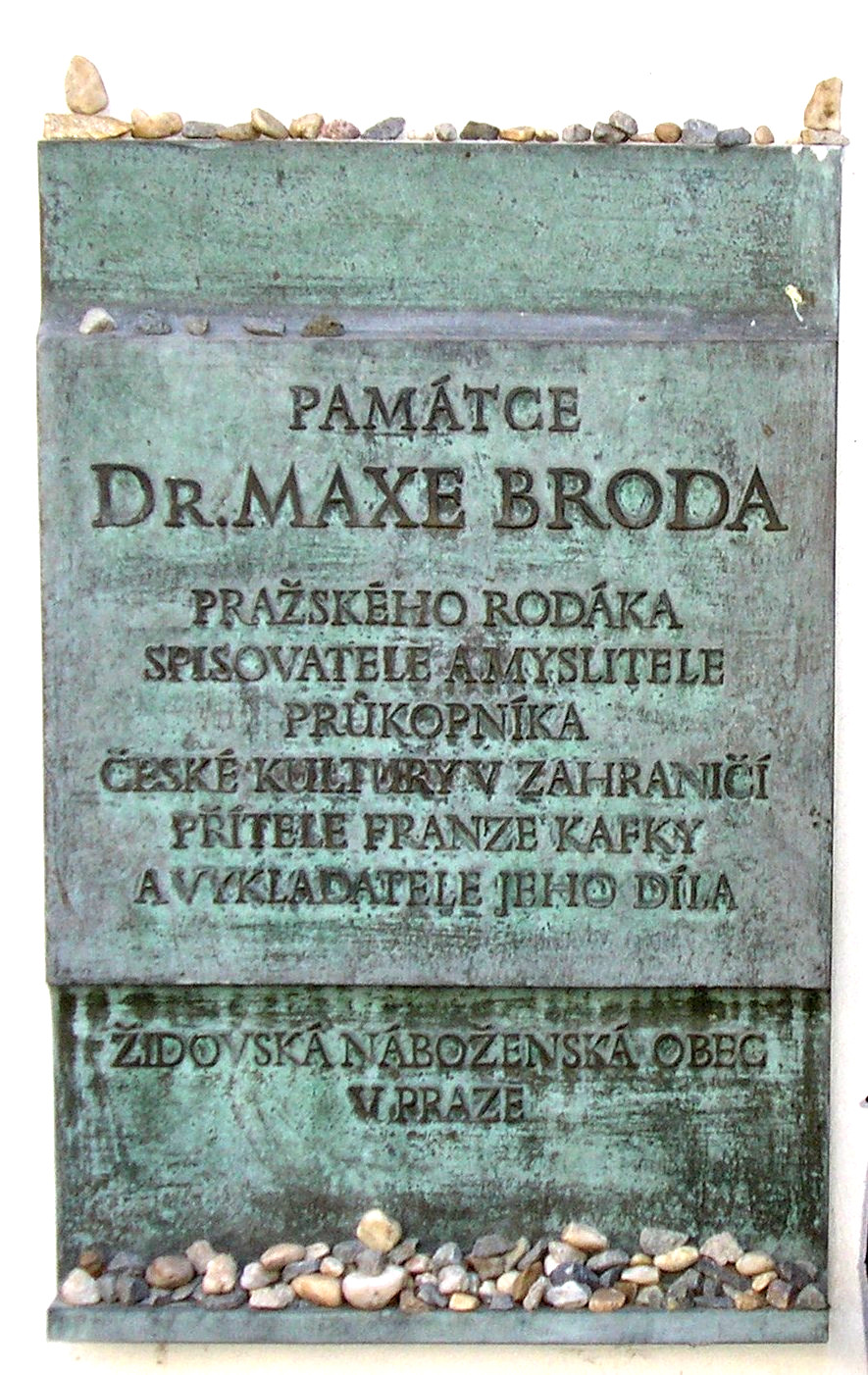
Plaque en bronze qui commémore Max Brod, en face de la tombe de Franz Kafka, Prague

On doit à Max Brod la publication d'œuvres de Kafka. En juin 1912, lors d'un voyage commun, il fait halte à Leipzig avec Kafka et le présente à l'éditeur Kurt Wolff, alors directeur de Rowohlt. Malgré les réticences de Kafka, il sortira de cette rencontre la première publication de Kafka, Betrachtung, publié à 800 exemplaires. Dans les années qui suivent, Brod pressera sans relâche Kafka de présenter des manuscrits à la publication au Kurt Wolff Verlag, maison d'édition chez qui il est lui-même publié.
 
Il est l'un des membres de ce qu'il appelle le « Cercle pragois étroit » avec Franz Kafka, Oskar Baum, Felix Weltsch et Johannes Uržidil puis, plus tard, après la mort de Kafka, Ludwig Winder. Le groupe se réunit toutes les semaines au domicile de Baum pour faire la lecture de leurs manuscrits.
Désigné comme son exécuteur testamentaire par Franz Kafka, c'est à lui que l'on doit l'état de notre connaissance de l'œuvre de ce dernier. Alors que Kafka, dans une lettre, lui demande de détruire ses manuscrits, Brod ne s'y résout pas et publie dans les années qui suivent les textes inédits, notamment les romans.

### Exil

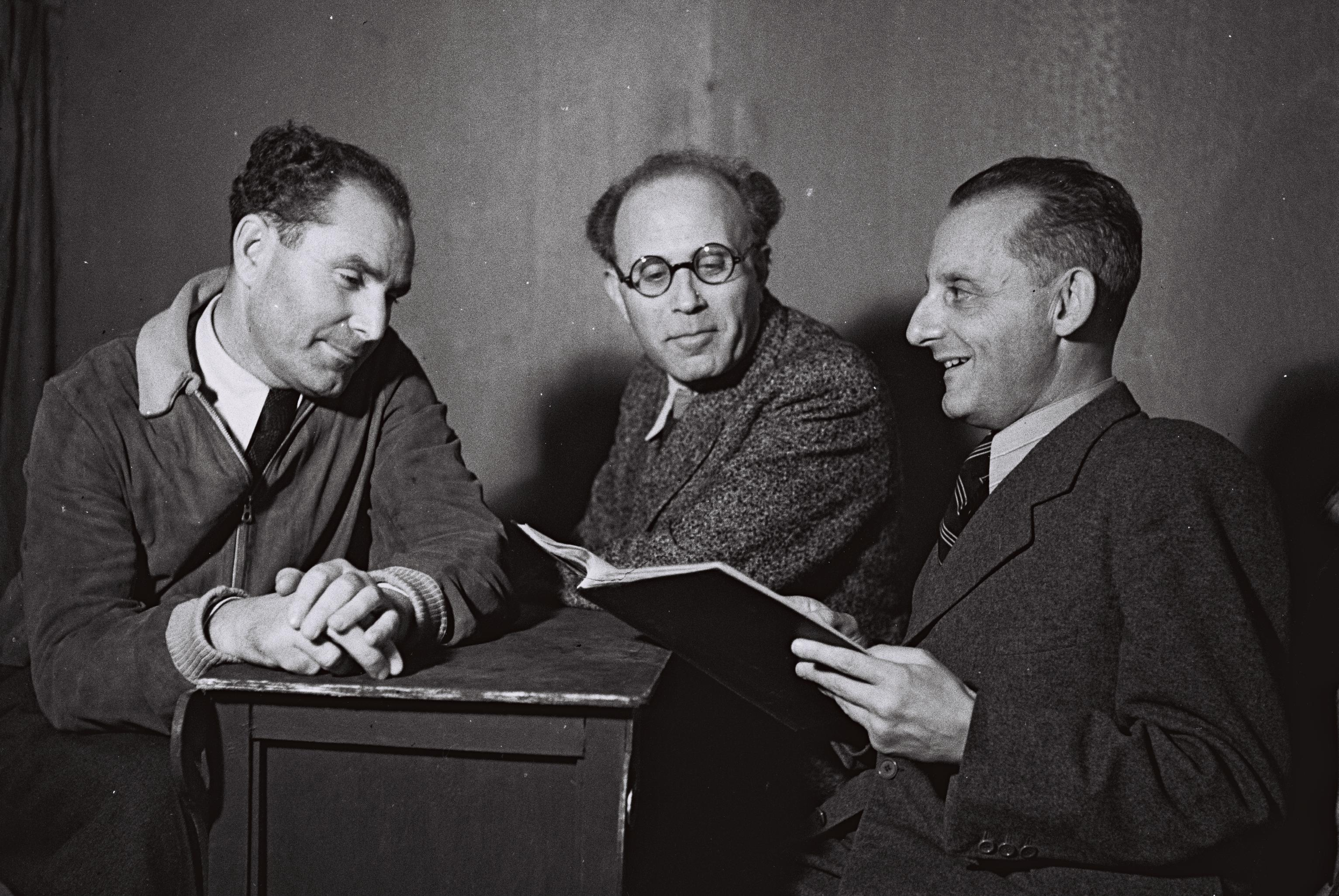
Max Brod (à droite), à l'époque du théâtre Habima de Tel Aviv(1942)

Le 14 mars 1939, pour fuir le nazisme, Max Brod quitte en train la Tchécoslovaquie pour la Pologne avec son épouse et Felix Weltschetave. Depuis longtemps militant sioniste, il rejoint ensuite la Palestine mandataire. Il emporte dans une valise les manuscrits de Kafka. Ses propres manuscrits ne lui parviendront que des mois plus tard.
En Palestine, il devient dramaturge du théâtre Habima de Tel Aviv, pour lequel il écrit en 1944, sa seule œuvre rédigée en hébreu, Shaul, un drame biblique. Il travaille également pour des journaux hébreux.
En 1948, il est lauréat du prix Bialik pour son roman Galilei in Gefangenschaft, ce qui ne se fait pas sans quelques difficultés car l'ouvrage n'est pas écrit en hébreu mais en allemand. En 1960, paraît son autobiographie Streitbares Leben.
Dans une interview télévisée réalisée en allemand en 1968, Brod a parlé de son amitié avec Franz Kafka.
Il se consacre de plus en plus à la musique, voyageant en Europe pour donner des conférences et encourager de jeunes artistes. Même s'il n'a jamais pu surmonter les horreurs du Nazisme, il a toujours œuvré pour la réconciliation jusqu'à sa mort. Brod est décédé le 20 décembre 1968 à Tel-Aviv. Son dernier lieu de repos est le cimetière Trumpeldor à Tel-Aviv.

## Œuvre
- Schloß Nornepygge, 1908
- Weiberwirtschaft, 1913
- Über die Schönheit häßlicher Bilder, 1913
- Die Höhe des Gefühls, 1913
- Anschauung und Begriff, 1913
- L'Astronome qui trouva Dieu (Tycho Brahes Weg zu Gott, 1916),

trad. Georges Lacheteau (introduction d'André Thérive), Paris, Éditions du Siècle, 1932 ; rééd. Paris, Nouvelles Éditions latines, 2012. Das grosse Wagnis, 1918
- Heidentum, Christentum und Judentum, 1922
- Rubeni, prince des Juifs (Reubeni, Fürst der Juden), 1925trad. Geneviève Sellier-Leclerc, Paris, éd. Charlot, 1947 (coll. "Les cinq continents" dirigée par Philippe Soupault).Le Royaume enchanté de l'amour (Zauberreich der Liebe, 1928), trad. Marthe Metzger, préface de Denis de Rougemont, Paris, Éditions "Je Sers", 1936 ; rééd. Paris, éd. Viviane Hamy, 1990, puis éd. du Seuil, coll. "Points Roman" n°1993.
- Stefan Rott ou l'année décisive (Stefan Rott oder Das Jahr der Entscheidung, 1931), trad. Andhrée Vaillant et Jean Kuckenburg, Paris, Plon, coll. "Feux croisés", 1935.
- Biografie von Heinrich Heine, 1934
- Die Frau, die nicht enttäuscht, 1934
- Novellen aus Böhmen, 1936
- Rassentheorie und Judentum, 1936
- Franz Kafka, souvenirs et documents (Franz Kafka, eine Biographie, 1937), trad. Hélène Zylberberg, Paris, Gallimard, 1945 (nombreuses rééd.).
- Franz Kafkas Glauben und Lehre, 1948
- Verzweiflung und Erlösung im Werke Franz Kafkas, 1959
- Une vie combative : autobiographie (Streitbares Leben, 1960), trad. Albert Kohn, Paris, Gallimard, 1964 (coll. "La Connaissance de soi").
- Beispiel einer Deutsch-Jüdischen Symbiose, 1961
- Beinahe ein Vorzugsschüler
- Die Frau, nach der man sich sehnt
- Annerl
- Rebellische Herzen
- Die verkaufte Braut

## Galerie

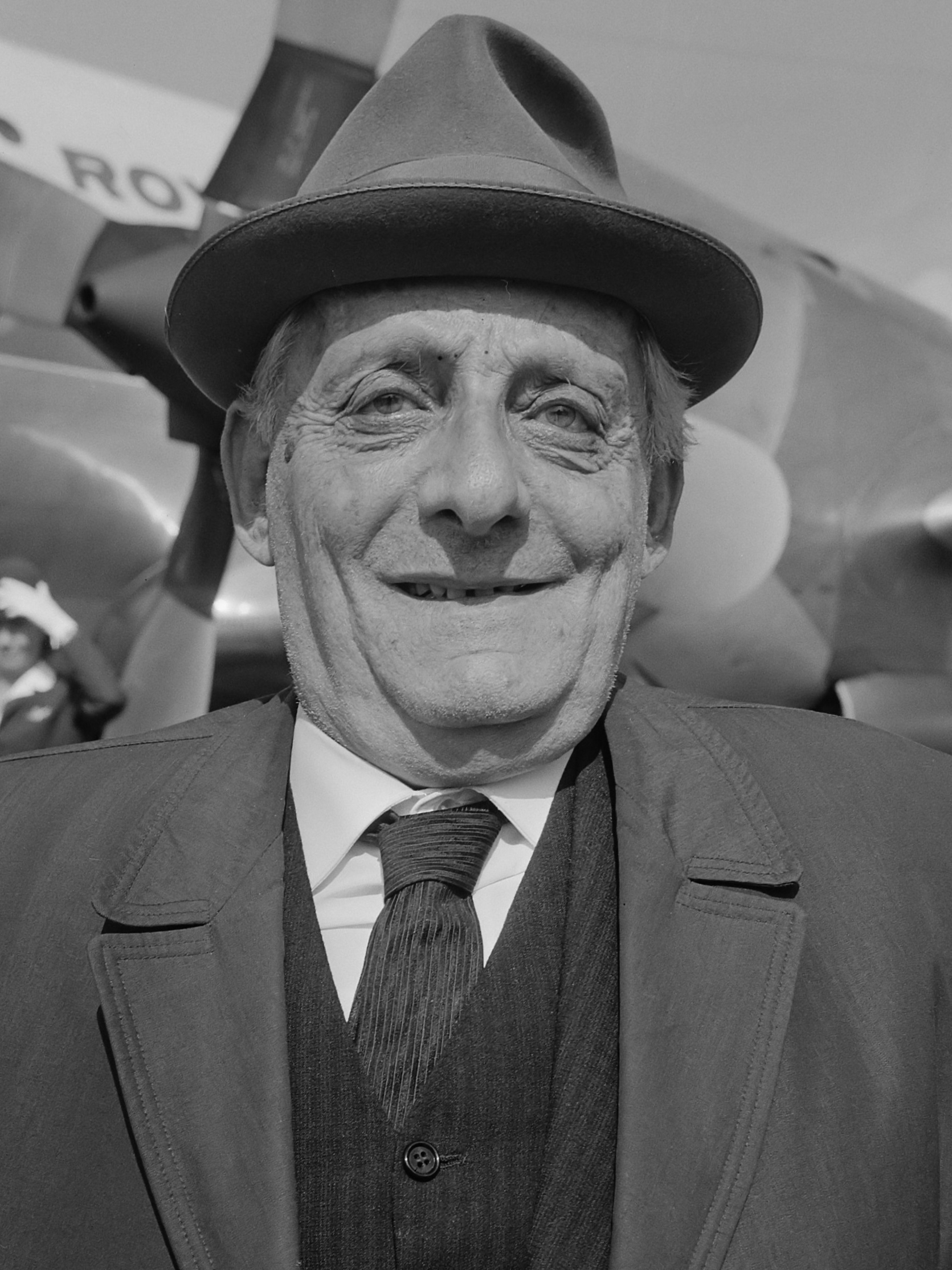
Max Brod à son arrivée à l'aéroport d'Amsterdam-Schiphol (1965).
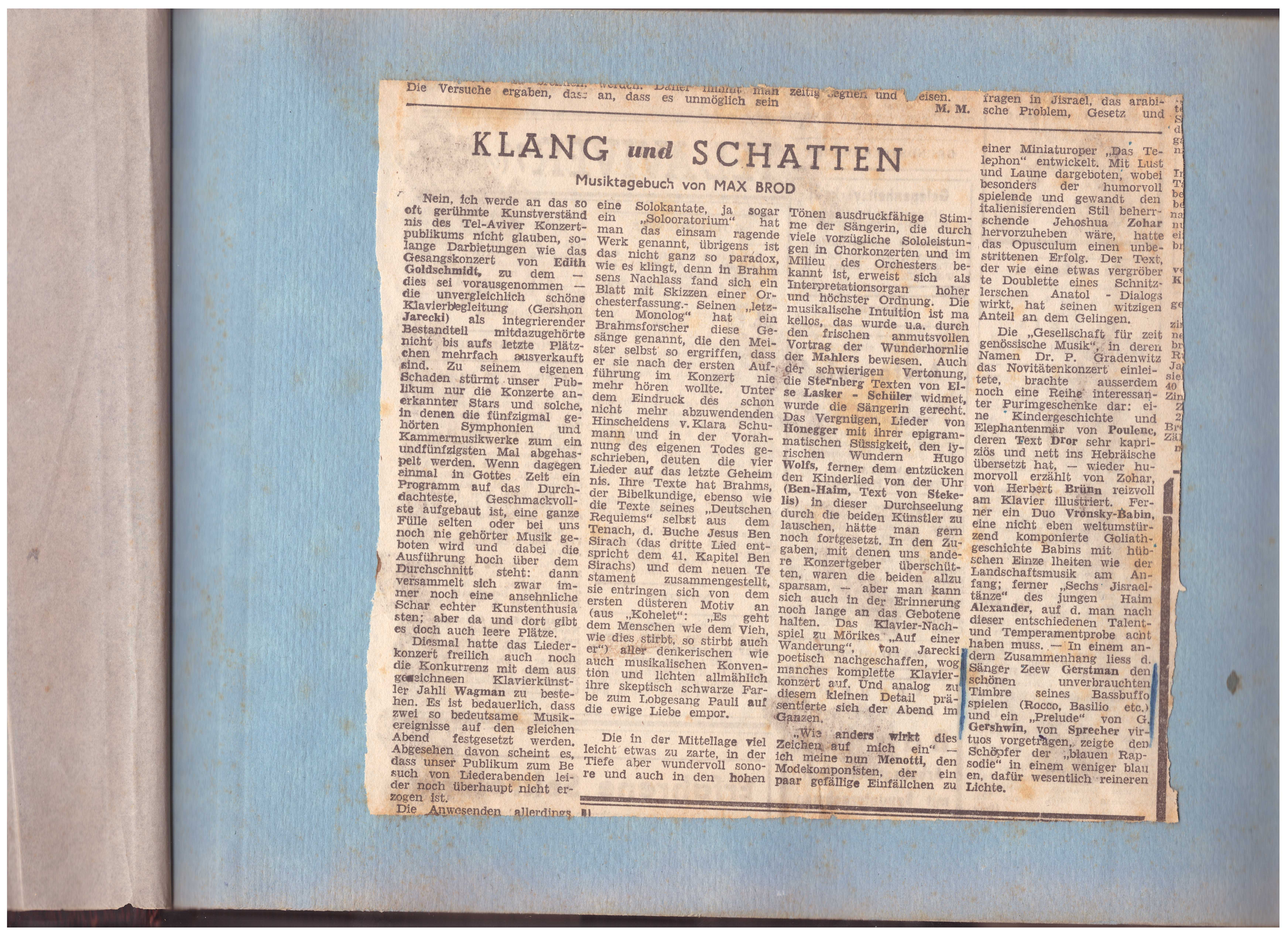
Article de Max Brod dans une revue musicale (2 janvier 1940).
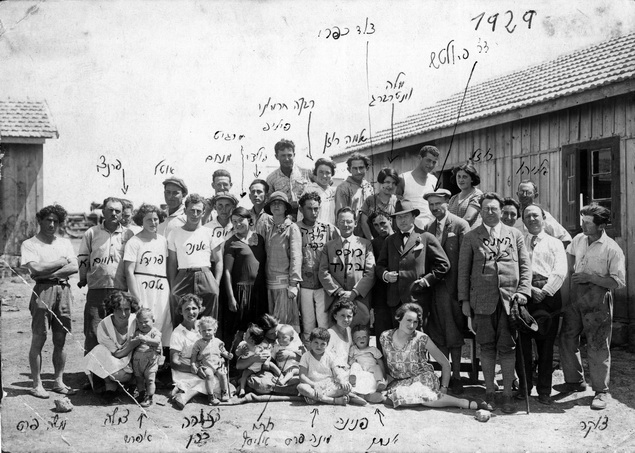
Photographie de groupe avec Max Brod (debout au centre), invité dans un kibboutz (1929).
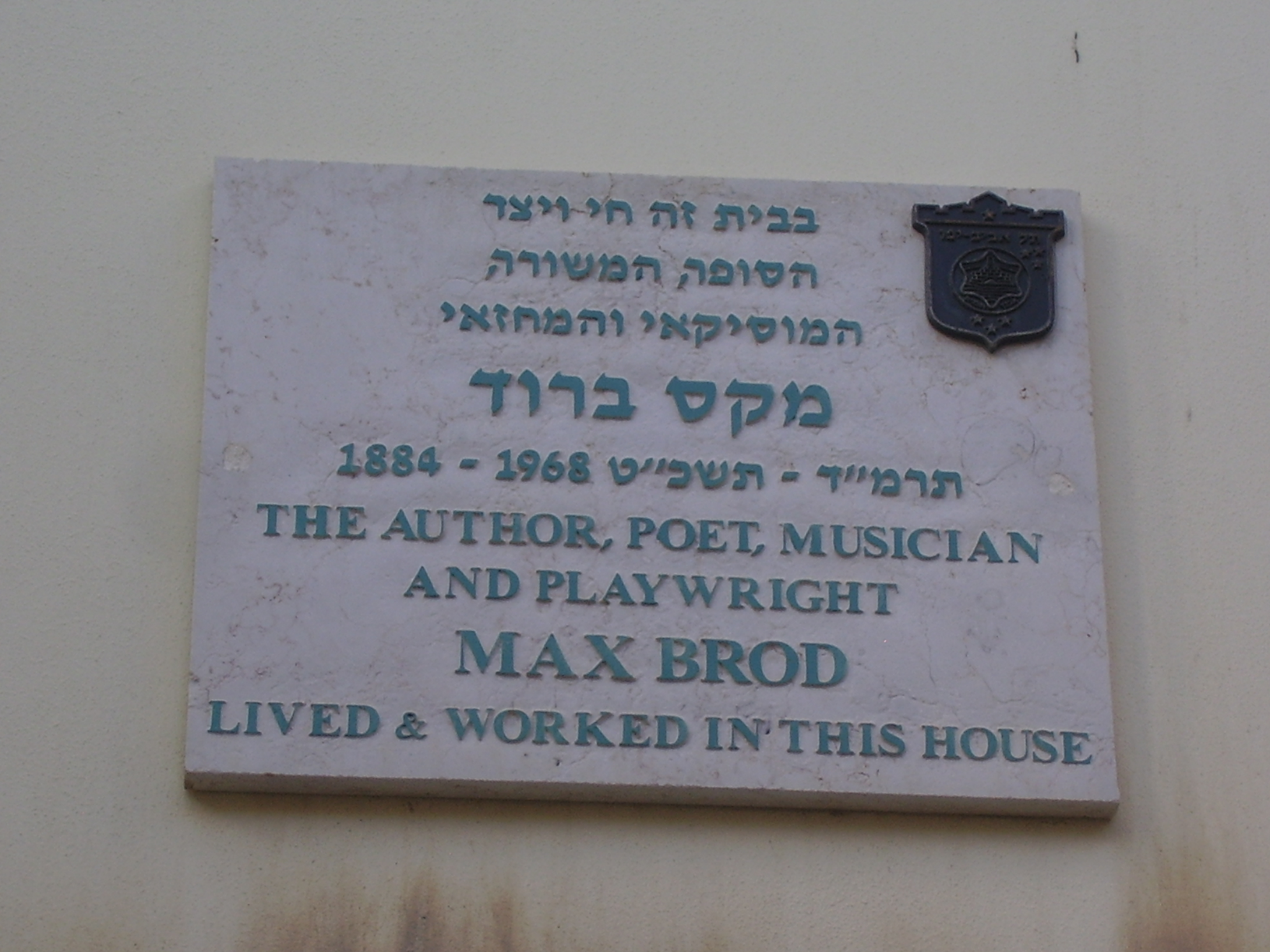
Plaque commémorative sur sa maison à Tel Aviv.
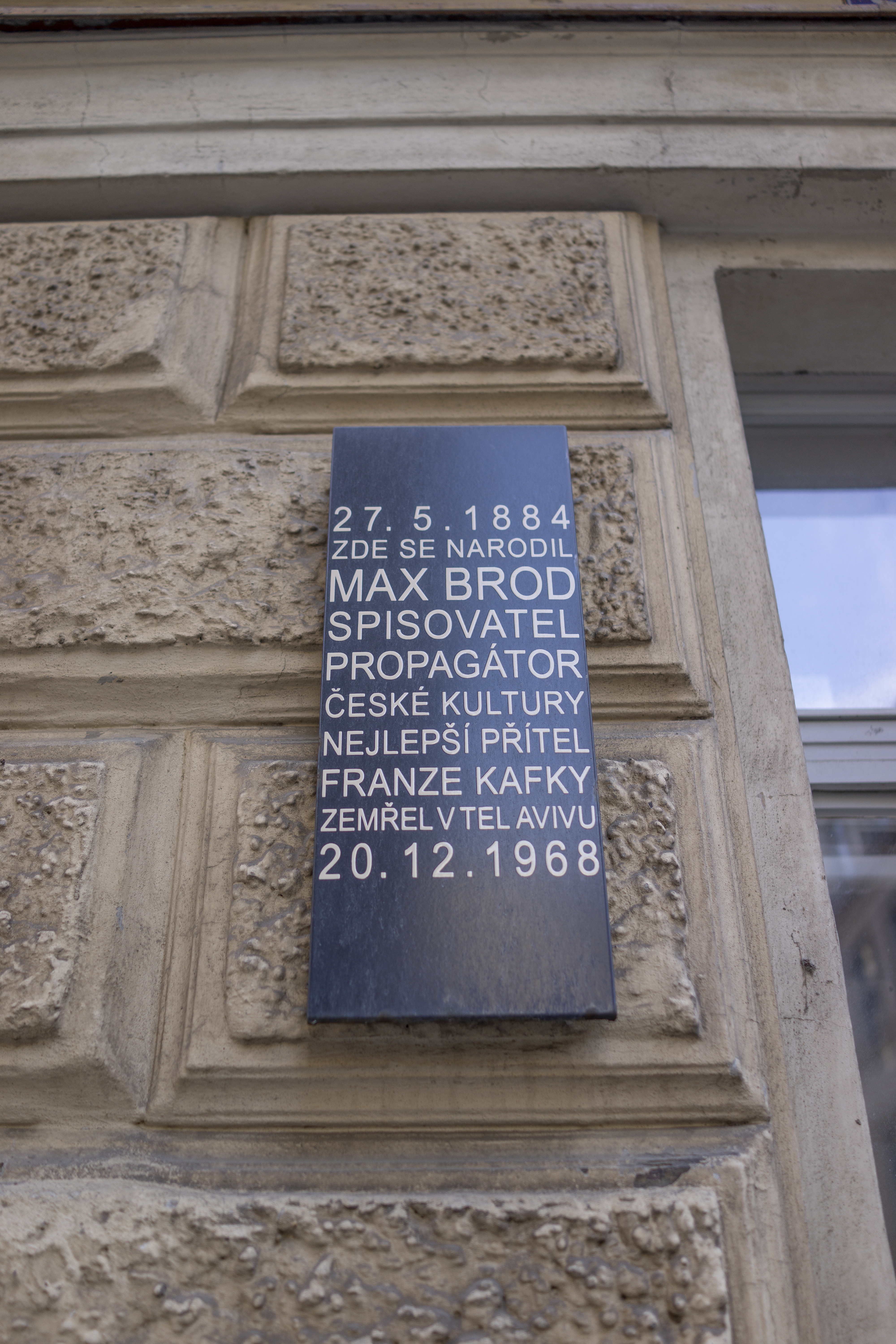
Plaque commémorative sur sa maison au 25 rue Haštalská à Prague.
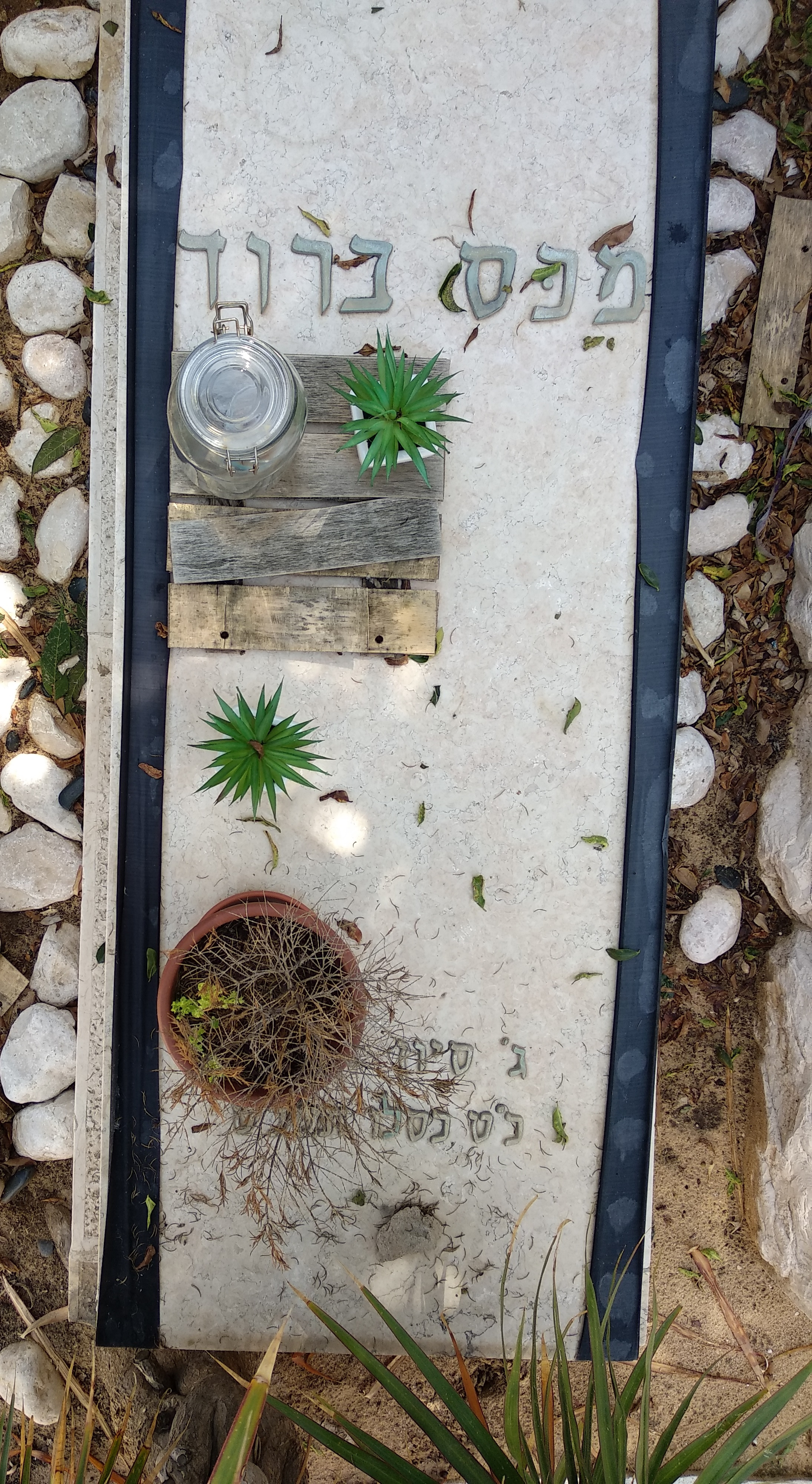
Tombe de Max Brod au cimetière Trumpeldor.
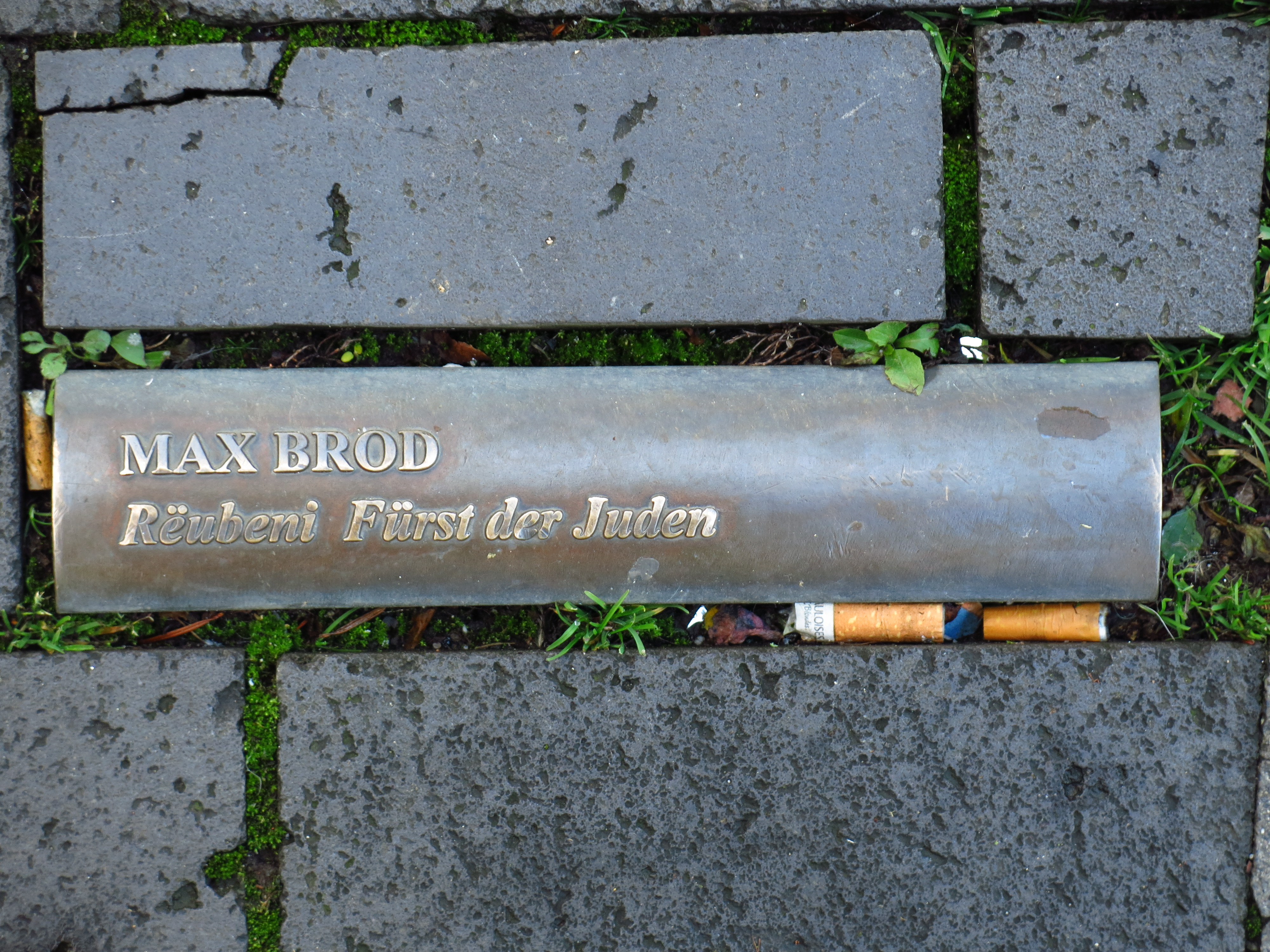
Mémorial pour les livres de Max Brod brûlés le 10 mai 1933 à Bonn.